# Кумачева, Евгения Эдуардовна
Евгения Эдуардовна Кумачева (англ. Eugenia Kumacheva; род. 1955, Одесса) — канадский химик советского происхождения, специалист в области физической химии полимеров. Заслуженный профессор химии Торонтского университета, член Канадского и Лондонского королевских обществ. Офицер ордена Канады.

## Биография
Окончила с отличием Санкт-Петербургский государственный технологический институт (1978). Работала в промышленности. Затем поступила в аспирантуру Института физхимии Российской академии наук, а в 1985 г. защитила диссертацию и поступила сотрудником на кафедру коллоидной химии МГУ. С 1991 по 1994 год будучи стипендиатом Minerva Foundation постдок в Институте Вейцмана в Израиле. Уже тогда появляются её работы в Nature и Science. В 1995 году переехала из Израиля в Канаду, и с того же года — в качестве постдока в Торонтском университете, где с 1996 года ассистент-профессор, с 2005 года полный профессор, с 2013 года университетский профессор. В 2003 году приглашённый профессор в Оксфорде, в 2009 году — в МГУ, в 2010 году — в Кембридже.
В 2019 году стала победителем конкурса на получение грантов Правительства Российской Федерации для государственной поддержки научных исследований, на средства которого была организована Лаборатория 3D печати функциональных наноматериалов Университета ИТМО.
Дала более 200 приглашённых лекций. Автор 182 публикаций в рецензируемых изданиях и 9 глав в книгах, а также одной книги и редактор ещё одной.

## Награды и отличия
- 2006 — Правительственный грант Canada Research Chair[англ.] (1-го уровня) в размере C$1,400,000 (на 7 лет) на исследование передовых полимерных материалов[7]
- 2007 — Член Королевского общества Канады
- 2009 — Премия L’Oréal — ЮНЕСКО «Для женщин в науке» — за создание и разработку новых материалов со множеством применений, включая адресную доставку лекарств для лечения рака и материалы для хранения оптических данных высокой плотности[8].
- 2012 — Премия Гумбольдта
- 2013 — Правительственный грант Canada Research Chair[англ.] (1-го уровня) в размере C$1,400,000 (на 7 лет) на исследование передовых полимерных материалов[9]
- 2016 — Член Лондонского королевского общества[10]
- 2017 — Chemical Institute of Canada Medal[англ.][11]
- 2019 — De Gennes Prize[англ.][12]
- 2020 — Офицер ордена Канады — за вклад в химию, особенно в области микрофлюидики и исследования полимеров, а также за её усилия в качестве защитника интересов женщин в науке[13]
- 2021 — Стипендия Гуггенхайма[14]